# Вайро, Федерико
}}
Федери́ко Хо́рхе Ва́йро (исп. Federico Jorge Vairo; 27 января 1930, Росарио — 7 декабря 2010, Буэнос-Айрес) — аргентинский футболист, защитник, игрок сборной Аргентины. Участник чемпионата мира 1958 года в её составе. Всего провёл за сборную 41 игру, забил 1 гол. Брат Хуана Вайро.

## Клубная карьера
Вайро начал свою карьеру в родном городе в клубе «Росарио Сентраль» в 1947 году. Играл за «Росарио» в течение 8 сезонов. 30 апреля 1950 года сыграл свой первый матч в Примере (против клуба «Чакарита Хуниорс»). Затем перешёл в «Ривер Плейт» (Буэнос-Айрес). В составе «Ривер Плейта» он выиграл три чемпионата Аргентины с 1955 по 1957 годы.
Играл в сборной Аргентины на чемпионате мира 1958 в Швеции.
В 1960 году Вайро перешёл в чилийский «О’Хиггинс». В первые три сезона, когда за клуб выступал Вайро, «Депортиво» был середняком лиги, а в 1963 году команда вылетела из высшего чилийского дивизиона (Примеры), заняв 18-е, последнее место в лиге.
В 1964 году клуб возвратился в Примеру, выиграв чилийскую Сегунду, этот титул является единственным в истории клуба.
Последним клубом в карьере Вайро стал колумбийский «Депортиво Кали», в котором он провёл сезон 1967 года, выиграв чемпионат Колумбии, после чего завершил игровую карьеру.
Впоследствии работал с молодёжью «Ривер Плейта» в качестве тренера и скаута. Среди воспитанников — Альмейда, Астрада, Горосито, Диас, Каниджа, Креспо, Трольо.
Похоронен на кладбище Ла-Чакарита в Буэнос-Айресе.

## Достижения
«Ривер Плейт»
- Чемпион Аргентины: 1955, 1956, 1957

«Депортиво О’Хиггинс»
- Победитель чилийской Сегунды: 1964

«Депортиво Кали»
- Чемпион Колумбии: 1967

Сборная Аргентины
- Чемпион Южной Америки: 1957